# ウイング・ウイング高岡
ウイング・ウイング高岡（ウイングウイングたかおか、WING WING TAKAOKA）は、富山県高岡市にある公益施設と民間施設が入居する複合施設。

## 概要
2004年（平成16年）、「高岡駅前西第一街区第一種市街地再開発事業」による再開発ビルとして西日本旅客鉄道（JR西日本）高岡駅前に完成し、同年4月1日に一部開業し、同年4月5日に全面開業した。ビルは12階建ての公益施設棟と14階建ての民間施設棟から構成され、図書館、学校、ホテル、オフィス、飲食店などが入居する。
ビルの設計は株式会社梓設計、株式会社日建設計、株式会社創建築事務所。施工は鹿島建設株式会社、塩谷建設株式会社、寺﨑工業株式会社。管理運営はウイング・ウイング高岡に本社を置く末広開発株式会社。
第36回富山県建築賞入賞。
公益施設棟の2階と3階には高岡市立中央図書館、7階から12階には富山県立志貴野高等学校が入居する。高岡市立中央図書館はウイング・ウイング高岡の完成に伴い、高岡古城公園から移転した。
高岡市立中央図書館には高岡市出身の漫画家藤子・F・不二雄の作品を集めた「ドラえもん文庫」がある。
2011年（平成23年）には近くの商業施設御旅屋セリオに隣接する広場「万葉の杜」が駐車場になることに伴い、広場にあった漫画『ドラえもん』のキャラクターのモニュメント「ドラえもんの散歩道」が撤去されて高岡市に寄贈され、ウイング・ウイング高岡前の広場に移設された。
2019年（令和元年）10月に、開業15周年記念の一環としてSCRAP主催の体験型ゲームイベント「リアル脱出ゲーム×名探偵コナン」富山公演が開催された。

## 主な施設

### 公益施設
- 高岡市生涯学習センター
- 高岡市立中央図書館
- 高岡市男女平等推進センター
- 富山県民生涯学習カレッジ 高岡地区センター
- 富山県立志貴野高等学校

### 民間施設
- 高岡マンテンホテル駅前
- 三井住友海上火災保険株式会社 高岡支社
- 北日本放送株式会社 高岡支社
- 株式会社マーフィーシステムズ
- ホクセイ金属株式会社
- ホクセイプロダクツ株式会社
- ラムリサーチ株式会社
- 末広開発株式会社
- 株式会社JTB東海 高岡店

## 交通アクセス
- 西日本旅客鉄道・あいの風とやま鉄道高岡駅、万葉線高岡駅停留場から徒歩1分
  - 駅2階人工デッキから中央駐車場を経由し、連絡橋により直結。